# A Hora das Colmeias
A Hora das Colmeias é um álbum do grupo musical português de folk rock Quinta do Bill, lançado em 2006. o single O Mundo Para Ti conta com um texto do escritor José Luís Peixoto, um dos muitos "colaboradores líricos" neste quinto disco da banda que completou 20 anos de carreira. Destaca-se também a participação de Adolfo Luxuria Canibal, Pedro Abrunhosa, Tim, Miguel Castro, João Portela, Sebastião Antunes, João Afonso e José Moz Carrapa.
| Críticas profissionais                                                      | Críticas profissionais |
| Avaliações da crítica                                                       | Avaliações da crítica  |
| Fonte                                                                       | Avaliação              |
| --------------------------------------------------------------------------- | ---------------------- |
| Disco Digital                                                               | (sem nota)             |
| Esta tabela precisa de ser acompanhada por texto em prosa. Consulte o guia. |                        |

## Faixas
1. "O Sentido dos Sinais"
2. "O Mundo para Ti"
3. "O Brilho da Lua Nova"
4. "A Hora das Colmeias"
5. "Viagem no Capim"
6. "No Meu Sangue"
7. "Imagem de Nunca Mais"
8. "Amor e Psique"
9. "Acende o Meu Olhar"
10. "Quem Souber Acreditar"
11. "Eu Quero o Teu Melhor"
12. "Ensina-me a Dançar"
13. "Ruiva"
14. "Quem Ainda Não Tem Lugar"
15. "Lupanar"